# Thanawat Khamhan
Thanawat Khamhan (ur. 23 kwietnia 2001) – tajski zapaśnik walczący w stylu klasycznym. Brązowy medalista igrzysk Azji Południowo-Wschodniej w 2019. Jedenasty na mistrzostwach Azji juniorów w 2018 i 2019 roku.